# Legiunea a XX-a Valeria Victrix
Legiunea XX Valeria Victrix a fost o legiunea romană care a luptat în Invazia Romană a Britanniei si a fost staționată in orașul de azi Chester,Anglia.
Ea era încă activă în invazia Scoției de azi a lui Septimius Severus,dar a fost desființată în secolul III.